# فرودگاه آبی آلرت بی
فرودگاه آبی آلرت بی (به انگلیسی: Alert Bay Water Aerodrome) یک فرودگاه همگانی است که یک باند فرود آب دارد. این فرودگاه در کشور کانادا قرار دارد و در ارتفاع ۰ متری از سطح دریا واقع شده‌است.